# Slovakiska folkpartiet
Slovakiska folkpartiet även kallat Hlinkas Slovakiska folkparti var ett slovakiskt konservativt högerparti med en stark katolsk och nationalistisk inriktning. Partiets medlemmar kallades Ľudáci (folkpartister).  Partiets ordförande var de katolska prästerna Andrej Hlinka (1913–1938) och Jozef Tiso (1939–1945). Partiet var det statsbärande i Slovakiska republiken (1939-1945).

## Österrike-Ungern och Tjeckoslovakien
Slovakiska folkpartiet (Slovenská ľudová strana) bildades 1913 av Andrej Hlinka och František Skyčák som ett utbrytarparti ur det Slovakiska nationalistpartiet. Partiet profilerade sig som förkämpar för slovakernas demokratiska och nationella rättigheter gentemot den österrikisk-ungerska övermakten och mot liberalism samt påtvingad ungerskhet (Slovakien tillhörde den ungerska rikshalvan av Österrike-Ungern). Under den tjeckoslovakiska tiden bevarade partiet sin konservativa karaktär och var en stark motståndare till etnisk tjeckoslovakism (sammansmältning av tjecker och slovaker till ett västslaviskt folk) och krävde ett utökat slovakiskt självstyre, genom att mycket aggressivt driva dessa frågor blev partiet snabbt det största i Slovakien. Det tog 1925 namnet Hlinkas slovakiska folkparti (Hlinkova slovenská ľudová strana) efter partiordföranden och medgrundaren Andrej Hlinka. Under slutet av 1930-talet förlorade partiet successivt tron på demokratin och tog istället inspiration av samtida totalitära idéer ställde det krav på mer radikala lösningar av klerikalfascistisk typ.

## Slovakiska staten
Efter den Slovakiska statens bildande förenades alla politiska partier i Slovakien, utom de socialdemokratiska och kommunistiska som förbjöds, till Hlinkas slovakiska folkparti-Slovakiska nationella enhetspartiet (Hlinkova slovenská ľudová strana – Strana slovenskej národnej jednoty) (HSL'S-SSNJ, som dock i praktiken helt kom att domineras av Slovakiska folkpartiet. 1939 förbjöds alla andra politiska partier, utom de två partier som representerade de  karpattyska respektive ungerska minoriteterna. HSL'S-SSNJ blev ett maktparti med en totalitär statssyn och upprättade en repressiv polisstat, där partiets egen milis, Hlinkagardet, bedrev en omfattande förföljelse av oliktänkande. Partiet hade  under sin tid vid makten en stark radikal och nazistinspirerad flygel under ledning av premiärministern Vojtech Tuka. Denna flygel dominerade partiet till stora delar mellan 1940 och 1942 men lyckades aldrig befästa sin makt inom partiledningen, där en mer moderat fraktion under ledning av partiordföranden och presidenten Josef Tiso behöll sitt inflytande. Den moderata fraktionen fick överhanden med Nazitysklands stöd från och med 1942. I samband med att Sovjetunionen intog Slovakien under våren 1945 upplöstes partiet.

## Fraktionsbildningar
Sedan 1939 var HSL'S-SSNJ splittrat i två konkurrerande flyglar.
| Fraktion                | Ledare                      | Huvudidé                                                 | Ideologisk förankring      | Maktsfär                                |
| ----------------------- | --------------------------- | -------------------------------------------------------- | -------------------------- | --------------------------------------- |
| Konservativ och moderat | Josef Tiso                  | Katolsk ständerstat                                      | Romersk-katolsk sociallära | Ledande inom staten, partiet och kyrkan |
| Radikal                 | Vojtech Tuka Alexander Mach | Slovakisk nationalstat fri från tjecker, romer och judar | Nazism                     | Hlinkagardet                            |

De konservativa och radikala flyglarna hölls samman av deras gemenensamma avsky för kommunismen. Nazityskland stödde ursprungligen Tuka, men sedan 1942 då deportationerna av judarna började och Tiso etablerade sig som enväldig ledare enligt führerprincipen stöddes den moderata flygeln. Nazityskland hade visavi den slovakiska staten bara två intressen, judarnas utrotande och lugn vid den tyska gränsen. Detta möjliggjorde till och med för Tisos flygel att efter en tid stoppa deportationen av judarna.